# 丝瓣龙胆
丝瓣龙胆（学名：Gentiana exquisita）为龙胆科龙胆属的植物。分布在缅甸以及中国大陆的西藏、云南等地，生长于海拔3,300米至4,000米的地区，多生长于高山草地，目前尚未由人工引种栽培。